# I Hope You’re Happy
I Hope You're Happy — девятый студийный альбом Blue October, был записан в период в 2018 году. Дата релиза — 17 августа 2018 года.

## Об альбоме
I Hope You're Happy был записан в «Up/Down Studios» в городе Сан-Маркос (Техас).
Для финансирования работы над альбомом группа вновь воспользовалась краудфандинговым проектом, который был запущен на сайте группы.
Альбом был выпущен на созданном группой независимом лейбле Up/Down Records. 
Альбом вышел на CD, виниловых пластинках, а также в цифровом формате.

## Список композиций
Все тексты написаны Джастином Фёрстенфелдом.
| №                   | Название                                    | Музыка                                                                     | Длительность |
| ------------------- | ------------------------------------------- | -------------------------------------------------------------------------- | ------------ |
| 1.                  | «Daylight»                                  | Джастин Фёрстенфелд, Мэтт Новески, Дуайт Бэйкер                            | 3:41         |
| 2.                  | «Your Love is Like a Car Crash»             | Джастин Фёрстенфелд, Дуайт Бэйкер                                          | 5:20         |
| 3.                  | «I Want to Come Back Home»                  | Джастин Фёрстенфелд, Дуайт Бэйкер, Райан Делахуси, Зайра Альварес-Ньюджент | 5:12         |
| 4.                  | «I'll Do Me, You Do You»                    | Джастин Фёрстенфелд, Дуайт Бэйкер                                          | 3:44         |
| 5.                  | «I Hope You're Happy»                       | Джастин Фёрстенфелд, Стив Шильц                                            | 3:44         |
| 6.                  | «Colors Collide»                            | Джастин Фёрстенфелд, Стив Шильц                                            | 4:13         |
| 7.                  | «Remission in Cmaj»                         | Джастин Фёрстенфелд                                                        | 2:35         |
| 8.                  | «How to Dance in Time»                      | Джастин Фёрстенфелд, Блю Миллер                                            | 5:27         |
| 9.                  | «King»                                      | Джастин Фёрстенфелд, Райан Делахуси, Эрик Хольц                            | 3:46         |
| 10.                 | «Let Forever Mean Forever»                  | Джастин Фёрстенфелд, Мэтью Острэндер                                       | 4:09         |
| 11.                 | «All That We Are»                           | Джастин Фёрстенфелд, Мэтью Острэндер, Стив Шильц                           | 5:35         |
| 12.                 | «Further Dive (The House That Dylan Built)» | Джастин Фёрстенфелд, Мэтью Острэндер                                       | 9:08         |
| Общая длительность: | Общая длительность:                         | Общая длительность:                                                        | 56:50        |

## Участники записи
Blue October:
- Джастин Фёрстенфелд — стихи (все треки), вокал, гитара
- Райан Делахуси — скрипка, мандолина, фортепиано, синтезатор, струнные, бэк-вокал
- Джереми Фёрстенфелд — барабаны, перкуссия, бэк-вокал
- Мэтт Новески — бас-гитара, бэк-вокал

Сессионные музыканты:
- Стив Шильц — гитара
- Эрик Д. Хольц
- Мэтью Острэндер - гитара
- Коллин Шук - исполнение Remission in Cmaj

Продакшн:
- Джастин Фёрстенфелд — продюсер
- Эрик Д. Хольц - ассистент продюсера, звукоинженер, сведение треков Colors Collide, Remission in Cmaj
- Марк Нидхэм — сведение треков Daylight, I Hope You're Happy
- Фил Тан — сведение треков Your love Is Like A Car Crash, I Want To Come Back Home, King, All That We Are, Further Dive
- Дэмиен Льюис — сведение треков I'll Do Me, You Do You, How To Dance In Time, Let Forever Mean Forever
- Колин Леонард и SING Mastering- мастеринг
- Маршал Бридлав - помощник звукоинженера
- Пол Уайт - помощник звукоинженера

Менеджмент:
- Пол Нюджент — менеджер, ответственный за работу с A&R (представитель Brando Records)
- Майк Свинфорд — менеджер
- Rainmaker Artists
- MRI - дистрибуция
- Gunner Black Co. - мерч
- Джереми Мор - юрист
- Dunn, Pariser and Peyrot - коммерческое управление
- Paradigm Talent Agency - агент
- Тим Бэк - дизайн обложки
- One Ton Creative - дизайн упаковки